# Beukenbladsnavelkogeltje
Het beukenbladsnavelkogeltje (teleomorf: Apiognomonia errabunda, basioniem: Gnomonia quercina Kleb. (1918), anamorf:Discula umbrinella) is een schimmel die behoort tot de familie van de Gnomoniaceae. Het beukenbladsnavelkogeltje veroorzaakt necrose op eiken en beuken.

## Kenmerken
De 135 - 250 micrometer grote perithecia worden in het voorjaar op afgevallen blad gevormd. De ascosporen zorgen voor nieuwe infecties. Vanaf mei/juni ontstaan op de bladeren onregelmatig gevormde, bruine vlekken. Bij een ernstige aantasting kan het hele blad bruin worden en verschrompelen. Ook kunnen jonge twijgen aangetast worden. In het blad en de bast worden in de loop van de zomer 100 - 250 micrometer grote acervuli gevormd. De eencellige conidiën dringen onder gunstige omstandigheden het blad vooral binnen via de cuticula en minder via de huidmondjes.

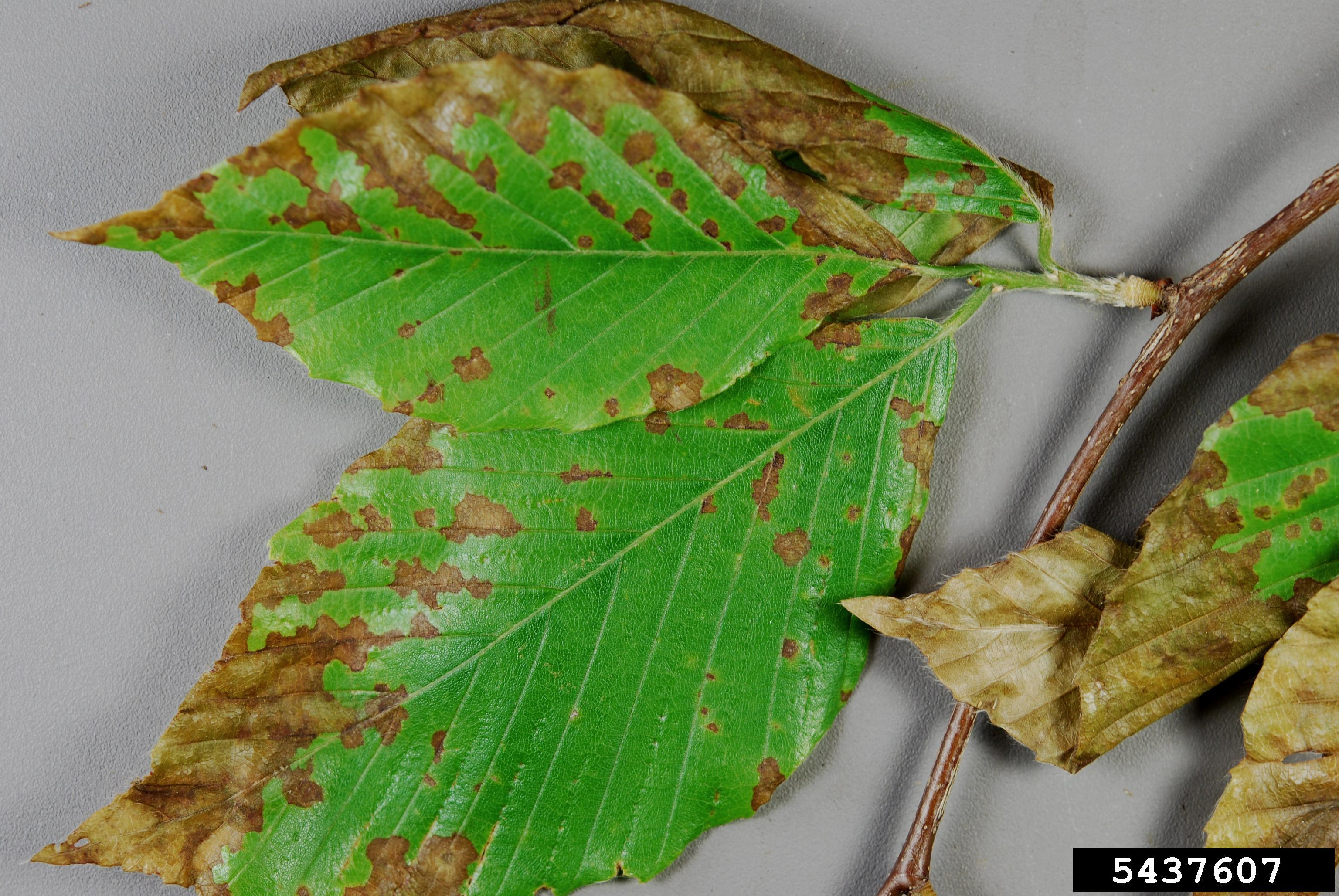
Beukenbladsnavelkogeltje op Fagus grandifolia

## Verspreiding
De schimmel kan endofytisch voorkomen en is in Nederland uiterst zeldzaam.